# FK Banat Zrenjanin
A csapatot 2006. január 25-én alapították. Székhelye a vajdasági Nagybecskerek (szerbül Zrenjanin). Jogelődje a Proleter – egykori elsőosztályú csapat hosszas pénzügyi gondokkal való küzdelem után végleg feladta a küzdelmet az örökös pénztelenség miatt.
Egy váratlan ötlet elgondolkoztatta közép Bánát labdarúgást kedvelő polgárait és ezen sporttal foglalkozó szakértőit és rövid tárgyalás után a szomszédos falu Udvarnok (szerbül: Banatski Dvor) eredményes elsőosztályú csapata (Budućnost) és a már említett Proleter közös megegyezést kötött.
Ezzel a megegyezéssel született meg a mai FK Banat nevet viselő csapat. A megegyezés szerint az új csapat a jövőben: a Proleter stadionját a Karađorđev Parkot (18.700 férőhely) használja, székhelye Nagybecskerek, a támogatók mindkét csapattól megmaradnak, az eredményes játékosok mindkét egykori csapatból megmaradnak, a kevésbé tehetségeseket pedig kölcsön adják alsóbb osztályokba és ott bizonyíthatnak.

## Külső hivatkozások
- Hivatalos oldal